# Johann Josef Pfefferkorn
Johann Josef Pfefferkorn, född 1469 i Mähren, död 1524, var en till kristendomen övergången jude, känd för sin strid med Johann Reuchlin vilken gav upphov till Epistolæ obscurorum virorum.